# Françoise de Montmorency-Fosseux
Françoise de Montmorency-Fosseux —dita «la belle Fosseuse»— (1566 - 6 de desembre de 1641) fou l'amant d'Enric de Navarra (més tard el rei Enric IV de França) a 1579-1581. Fou una cortesana francesa, filla de Pere de Montmorency, baró de Fosseux. Era donzella d'honor de Margarida de Valois, llavors esposa del rei de Navarra i després rei de França amb el nom d'Enric IV. Dotada d'una bellesa extraordinària. El monarca no tardà a fer-la la seva amant, exercint tanta influència sobre ell que inclús obligà a la seva esposa a assistir-la en un part. La reina acceptà aquesta humiliant proposició sense la menor protesta, creient així que guanyaria la voluntat del seu espòs, però fou en va. Enric continuà deixant-se influir per la bella Fosseuse, la qual no perdonava cap ocasió d'indisposar als dos esposos. Després va intervenir Caterina de Mèdici, mare de Margarida, que aconseguí acomiadar a la Fosseuse de la cort el 1582, el que motivà serioses discussions entre el bearnès, d'una banda, i la mare i la filla per l'altra. Pel que fa a la causant de la discòrdia, casà després amb Françóise de Broc, senyor de Saint-Mars-la-Pile, i acabà obscurament la seva vida.